# Manuel Pérez Regordán
Manuel Pérez Regordán (Arcos de la Frontera, 9 de diciembre de 1939 - Cádiz, 6 de marzo de 2008) fue un escritor español, investigador histórico y cronista oficial de la ciudad de Arcos de la Frontera.

## Formación
Realizó estudios de Bachillerato en el Colegio 'Nuestra Señora de las Nieves', de Arcos de la Frontera, y posteriormente Peritaje Mercantil en la Escuela Profesional de Comercio de Jerez de la Frontera. Fue Profesor de Prácticas Administrativas y Comerciales en los Institutos de Formación Profesional de Bornos, 'La Granja' de Jerez de la Frontera, Algodonales, del que fue director y al final de su carrera docente en el 'Andrés Benítez', al que dio su nombre, de Jerez de la Frontera.

## Estilo
Su obra está dedicada a su localidad natal, Arcos de la Frontera, y a varios pueblos de la Sierra de Cádiz. Conferenciante y orador, destacó por la gran meticulosidad y laboriosidad de sus trabajos. Obtuvo el Premio Nacional de Turismo por su Guía turística de Arcos de la Frontera. Colaborador de innumerables publicaciones, como la Gran Enciclopedia de Andalucía, la enciclopedia de Cádiz, editada por la Diputación Provincial, habitual en Diario de Jerez y Diario de Cádiz, y asesor de reportajes realizados para la televisión y producciones cinematográficas. Documentalista, investigador y Cronista Oficial de Arcos de la Frontera. Académico numerario de la Real Academia San Dionisio de Ciencias, Artes y Letras de Jerez de la Frontera, Caballero de la Real Asociación de Santa María de Guadalupe, y miembro del Ateneo Gaditano.

## Obras
- Guía turística de Arcos de la Frontera (1968)
- Las Calles de Arcos  (1976)
- El maquis en la provincia de Cádiz  (1985)
- Monografías de las hermandades arcenses de Nuestro Padre Jesús Nazareno, Nuestra Señora de la Soledad y Dulce Nombre de Jesús
- El Bandolerismo andaluz  (1987)
- Historias y leyendas de Arcos  (1988) en tres volúmenes.
- De Jerez a Ronda por la Serranía Gaditana  (1990)
- El jerezano Andrés Benítez y su concepto del rococó (1995)
- Vida y poesía de Diego Ximenez de Ayllón  (1992)
- La Real Justicia y el Santo Oficio de la Inquisición en Arcos de la Frontera  (1992)
- Comentario estadístico, geográfico, histórico y etimológico al nomenclátor del término municipal de Arcos de la Frontera (1999)
- Comentario estadístico, geográfico, histórico y etimológico al nomenclátor del término municipal de Villamartín

- Datos: Q20995268